# Premierzy Republiki Serbskiej

## Legenda
- tymczasowo

| #                                  | Imię i Nazwisko               | Portret | Kadencja             | Kadencja             | Partia polityczna | Partia polityczna |
| #                                  | Imię i Nazwisko               | Portret | Od                   | Do                   | Partia polityczna | Partia polityczna |
| ---------------------------------- | ----------------------------- | ------- | -------------------- | -------------------- | ----------------- | ----------------- |
| Przewodniczący Rady Ministerialnej |                               |         |                      |                      |                   |                   |
| 1                                  | Miodrag Simović (ur. 1952)    |         | 21 grudnia 1991      | 22 kwietnia 1992     |                   | SDS               |
| Premier                            |                               |         |                      |                      |                   |                   |
| 2                                  | Branko Đerić (ur. 1948)       |         | 22 kwietnia 1992     | 20 stycznia 1993     |                   | SDS               |
| 3                                  | Vladimir Lukić (ur. 1933)     |         | 20 stycznia 1993     | 18 sierpnia 1994     |                   | SDS               |
| 4                                  | Dušan Kozić (ur. 1958)        |         | 18 sierpnia 1994     | 16 października 1995 |                   | SDS               |
| 5                                  | Rajko Kasagić (ur. 1942)      |         | 16 października 1995 | 18 maja 1996         |                   | SDS               |
| 6                                  | Gojko Kličković (ur. 1955)    |         | 18 maja 1996         | 31 stycznia 1998     |                   | SDS               |
| 7                                  | Milorad Dodik (ur. 1959)      |         | 31 stycznia 1998     | 16 stycznia 2001     |                   | SNSD              |
| 8                                  | Mladen Ivanić (ur. 1958)      |         | 16 stycznia 2001     | 17 stycznia 2003     |                   | PDP               |
| 9                                  | Dragan Mikerević (ur. 1955)   |         | 17 stycznia 2003     | 17 lutego 2005       |                   | PDP               |
| 10                                 | Pero Bukejlović (ur. 1946)    |         | 17 lutego 2005       | 28 lutego 2006       |                   | SDS               |
| 11                                 | Milorad Dodik (ur. 1959)      |         | 28 lutego 2006       | 15 listopada 2010    |                   | SNSD              |
| -                                  | Anton Kasipović (ur. 1956)    |         | 15 listopada 2010    | 29 grudnia 2010      |                   | bezpartyjny       |
| 12                                 | Aleksandar Džombić (ur. 1968) |         | 29 grudnia 2010      | 12 marca 2013        |                   | SNSD              |
| 13                                 | Željka Cvijanović (ur. 1967)  |         | 12 marca 2013        | 15 listopada 2018    |                   | SNSD              |
| -                                  | Srebrenka Golić (ur. 1958)    |         | 15 listopada 2018    | 17 grudnia 2018      |                   | SNSD              |
| 14                                 | Radovan Višković (ur. 1964)   |         | 17 grudnia 2018      | nadal                |                   | SNSD              |